# Oncocnemis media
Oncocnemis media là một loài bướm đêm trong họ Noctuidae.